# Landschaftsschutzgebiet Heseler Wald und Umgebung
Das Landschaftsschutzgebiet Heseler Wald und Umgebung ist ein Landschaftsschutzgebiet auf dem Gebiet des Landkreises Leer im Nordwesten des Bundeslandes Niedersachsen. Es trägt die Nummer LSG LER 00016. Als untere Naturschutzbehörde ist der Landkreis Leer für das Gebiet, das nach dem gleichnamigen Wald benannt ist, zuständig. Eingebettet in das Landschaftsschutzgebiet ist das Naturschutzgebiet Heseler Wald.

## Beschreibung des Gebiets
Das am 8. August 1969 ausgewiesene Landschaftsschutzgebiet umfasst eine Fläche von 8,52 Quadratkilometern und liegt auf Teilflächen in den Gemeinden Firrel sowie der Gemeinde Hesel, auf dem Gebiet der Samtgemeinde Hesel.
Das Landschaftsschutzgebiet war zunächst 870 Hektar groß. Es wurde 2001 auf rund 852 Hektar verkleinert.
Der Heseler Wald ist das größte geschlossenes Waldgebiet im Landkreis Leer. Im Norden geht er in einen durch Wallhecken gegliederten und intensiv genutzten Acker- und Grünlandbereich über. Im Nordwesten prägen Feuchtgrünland, Magerrasen und Kleinseggenriede auf Hochmoor, Aumoor- und Podsolböden das Gebiet. Im Süden gibt es Hochmoorflächen, welche überwiegend als Grünland genutzt und durch Gehölzreihen gegliedert werden.

## Flora und Fauna
Der Heseler Wald besteht hauptsächlich aus bodensaurem Eichenmischwald mit hohem Anteil an altem Baumbestand und bedeutsamen Vorkommen von Hainsimsen-Buchenwald.

## Schutzzweck
Wesentlicher Schutzzweck sind der Schutz vor Veränderungen „die geeignet sind, die Natur zu schädigen, den Naturgenuss zu beeinträchtigen oder das Landschaftsbild zu verunstalten.“